# Paula Swinburn
Paula Swinburn (Santiago de Chile, diciembre de 1964) es una pintora, fotógrafa y escultora chilena. Estudió Licenciatura en Artes Plásticas en la Facultad de Arte de la Universidad de Chile. Realizó un taller de escultura con el escultor Francisco Gacitúa en la Universidad Finis Terrae, y posteriormente estudió fotografía con el fotógrafo Luis Poirot.
Ha realizado numerosos talleres de arte para niños, en los cuales se incluye expresión corporal y otras disciplinas. 
Ha realizado exposiciones de sus trabajos en Instituto Chileno Norteamericano de Cultura, Galería Plástica Nueva, Foto Cine Club de Chile, Centro Cultural Borges (Buenos Aires, Argentina) (2014), Corporación Cultural Las Condes (2012, 2015, 2019), Universidad de Talca (2016), Centro Cultural Estación Mapocho (2017).  
Es artista de Galería Arte Al Límite.  
Está casada con Mario Velasco Carvallo y tiene 5 hijos.